# Levi (Finlande)
Pour les articles homonymes, voir Levi.
 (mai 2023).
Si vous disposez d'ouvrages ou d'articles de référence ou si vous connaissez des sites web de qualité traitant du thème abordé ici, merci de compléter l'article en donnant les références utiles à sa vérifiabilité et en les liant à la section « Notes et références ».
 (novembre 2024).
Levi, aussi appelée Levitunturi, est une montagne situé dans la commune de Kittilä en Laponie finlandaise. Elle abrite la plus grande station de sports d’hiver en Finlande et un centre de ski conforme aux standards internationaux de la Fédération internationale de ski.

## Géographie
À 15 km de l’aéroport de Kittilä, à environ 88 km de la gare de Kolari et environ 1 000 km d'Helsinki, Levi est situé à 170 km au nord du cercle polaire arctique, dans la Laponie finlandaise occidentale.
Levi est à une altitude de 530 mètres, et grâce à sa latitude 67,8° nord, la neige y est présente tout l’hiver.

### Climat
En hiver, le manteau neigeux est important et les nuits très longues, jusqu'à la nuit polaire de début décembre à fin janvier. Les aurores boréales prennent la forme de taches ou de rubans de lumière et peuvent durer plusieurs dizaines de minutes. En janvier, les températures descendent régulièrement sous −20 °C.
L'été est très court en Laponie mais les journées y sont très longues, car le soleil se maintient au-dessus de l’horizon plus de 70 jours de suite.

### Faune et flore
La végétation locale est essentiellement une végétation de taïga et de toundra. L'été, des nuées de moustiques envahissent la région.

## Histoire
Dans les années 1930, des associations sportives féminines finlandaises viennent régulièrement faire du ski de fond au pied du mont Levi. C'est le début du tourisme dans la région.
Pour lutter contre l'exode rural et développer le tourisme[réf. nécessaire], la construction de l'aéroport de Kittilä est lancée en 1979.

## Tourisme
(août 2025).
La station de ski de Levi s'est développée autour d'un tourisme de montagne.
Levi offre un réseau de 886 km de sentiers de motoneige, dont un parcours au sommet de la colline de Levi.
Activités d’hiver : ski alpin, ski de fond, snowboard, ski télémark, tours panoramiques en télécabine, safari en motoneige, traineaux à renne et à chien, équitation, visites au Père Noël, Aurores Boréales, promenades à raquettes, pêche sur glace, tours en hélicoptère et en ballon à air chaud, visites aux hôtels de glace, golf à l’intérieur, natation en eau glacée, sauna, rallye sur neige et glace, karting sur glace, trottinette des neiges, parapente…
Activités d’été : dîner sous le soleil de minuit au restaurant Tuikku, spécialités de renne au restaurant Kammi, piscine, spa et centre sportif, bowling, canotage, rafting, promenade à pied, parcours de descente en VTT, luge d’été, tour en gondole, Skate Park, Frisbee-Golf, mini-golf, terrain de golf à 18 trous, tennis, équitation, pêche, chasse, prospection d’or, dégustation vins, cours de cuisine en pleine nature, sauna, plongées, marche nordique, observation des oiseaux, safari en quad…
L'office de tourisme de Levi (Levin Matkailu Oy) a mis en place plusieurs initiatives écologiques pour préserver l'environnement local, notamment le prix Kultainen Luuta (« Balai Doré ») reçu en 2012 pour les engagements constants démontrés.
La station se développe aussi autour du tourisme d'affaires avec son centre des congrès.

### Domaine skiable
La station de ski de Levi offre 45 pistes de ski alpin bien enneigées. Parmi celles-ci, 17 pistes - pour un total de 25 km - sont éclairées, qui permettent la pratique du ski nocturne tous les jours jusque 19h. 17 pistes sont équipées d'enneigeurs, et 10 pistes particulièrement adaptées pour les enfants. Levi offre aussi un Snow Park (1 demi-lune et 1 super-pipe, 2 « streets »), le Kid’s Land - un centre gratuit de ski et jeux pour les enfants. Le dénivelé maximal est de 325 mètres. La plus longue piste mesure 2 500 mètres. Aux 37,7 km de pistes, s'ajoutent 5,8 km d'itinéraires.
Parmi les 27 remontées mécaniques, 10 sont gratuites pour les enfants. La saison commence généralement début novembre, pour se terminer début mai.
Levi a par ailleurs 230 km de pistes de fond, dont 28 km éclairées et 9 km (Piste de Première neige à enneigement artificiel déjà préparé en octobre/novembre). Toutes les pistes sont adaptées aussi bien au ski de fond traditionnel qu’aux différentes méthodes de glisse.

### Culture
Les sames vivent plus au nord, la ville de Levi est surtout peuplée d'autres finlandais. De nombreuses galeries présentent des artistes lapons. On y trouve aussi trois musées : un sur l'artiste Särestöniemi, un sur la culture same, Samiland, qui fait partie des programmes d'observation de l'Unesco et le musée des beaux-arts Einari Junttila. Le Levi Summit est un centre des congrès. Le sauna est une tradition finlandaise : on en trouve dans la plupart des hôtels. La nourriture traditionnelle lapone est à base de viande de renne bouillie, de gibier, de poissons et de baies.

### Voies d'accès
La station est desservie par l'aéroport de Kittilä (situé à 8 km), et un réseau de bus direct entre l'aéroport et la station. Il est possible de s'y rendre en train à partir de Kolari ou de Rovaniemi, ou en bus, il existe par exemple des trajets directs entre la capitale du pays Helsinki et Levi.

### Événements
- Coupe du monde de ski alpin, la station organise de temps en temps des épreuves de la Coupe du monde, notamment des slaloms sur la piste Levi Black, depuis 2004[4].